# Cecil Smith
Pour les articles homonymes, voir Smith.
Cecil Elaine Eustace Smith, née le 14 septembre 1908 à Toronto (Ontario) et morte le 9 novembre 1997, était une patineuse artistique canadienne. En 1924, elle fut la première canadienne à participer aux Jeux olympiques en patinage artistique en simple et en couple avec Melville Rogers.

## Biographie

### Carrière sportive
Cecil Smith pratique le patinage artistique en individuel et en couple artistique.
En individuel, elle est double championne du Canada en 1925 et 1926 et vice-championne nord-américaine en 1925 et 1933. En 1930, elle devient vice-championne du monde derrière Sonja Henie ; il s'agit de la première médaille pour une patineuse artistique canadienne à des mondiaux.
En couple artistique, elle patine avec Melville Rogers en 1923 et 1924, et avec Stewart Reburn en 1931
Elle représente son pays aux Jeux olympiques d'hiver de 1924 à Chamonix (en individuel et en couple) et aux Jeux olympiques d'hiver de 1928 à Saint-Moritz (en individuel seulement).

### Reconversion

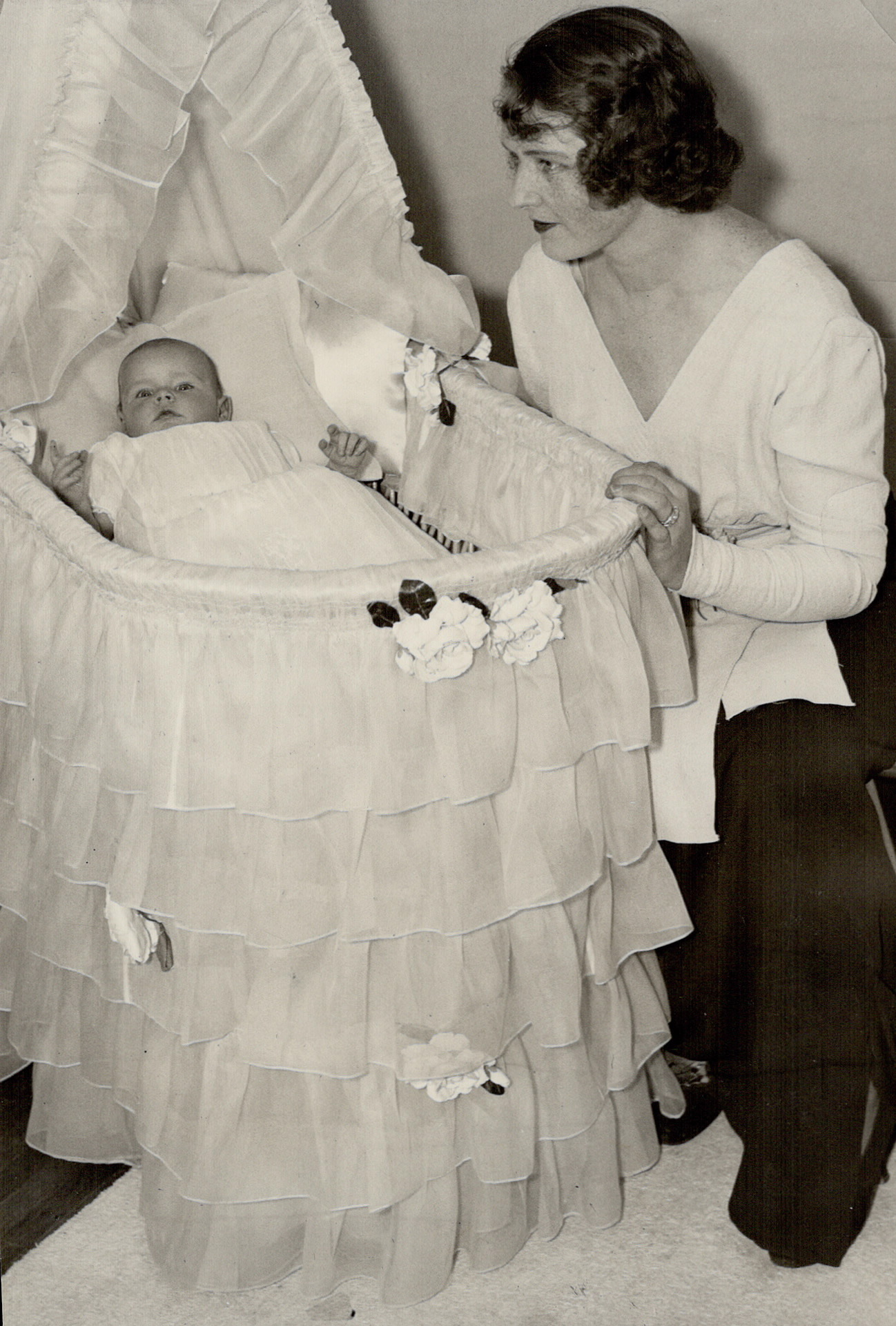
Cecil Smith et son fils en 1935

Après avoir pris sa retraite de la compétition en 1933, elle enseigne le patinage artistique au Canada et aux États-Unis.

### Famille
Sa sœur aînée, Maude Smith, est également une patineuse artistique de haut niveau qui participe aux Jeux olympiques d'hiver de 1928.
Leur mère, Maude Delano-Osborne, est aussi une sportive de haut niveau et remporte le championnat canadien de tennis de 1892.
Elle se marie successivement avec M. Gooderham, puis M. Hedstrom. Vers 1935, elle donne naissance à un fils nommé Edward Douglas Gooderham.

### Hommage
Cecil Smith a été admise au Temple de la renommée de Patinage Canada en 1991.

## Palmarès
Cecil Smith patine dans la catégorie des couples artistiques en 1923 et 1924 avec Melville Rogers, et en 1931 avec Stewart Reburn.
| Compétitions en individuelle    | 1923 | 1924 | 1925 | 1926 | 1927 | 1928 | 1929 | 1930 | 1931 | 1932 | 1933 |  |  |  |
| Jeux olympiques d'hiver         |      | 6e   |      |      |      | 5e   |      |      |      |      |      |  |  |  |
| Championnats du monde           |      |      |      |      |      |      |      | 2e   |      |      |      |  |  |  |
| Championnats d'Amérique du Nord |      |      | 2e   |      | 3e   |      |      |      |      |      | 2e   |  |  |  |
| Championnats du Canada          | 2e   | F    | 1re  | 1re  | 2e   | F    | 2e   | F    | 2e   | F    | 2e   |  |  |  |
|                                 |      |      |      |      |      |      |      |      |      |      |      |  |  |  |
| Compétitions en couple          | 1923 | 1924 | 1925 | 1926 | 1927 | 1928 | 1929 | 1930 | 1931 | 1932 | 1933 |  |  |  |
| Jeux olympiques d'hiver         |      | 7e   |      |      |      |      |      |      |      |      |      |  |  |  |
| Championnats d'Amérique du Nord |      |      |      |      |      |      |      |      | 4e   |      |      |  |  |  |
| Championnats du Canada          | 3e   | F    |      |      |      |      |      |      |      |      |      |  |  |  |
| Légende : F = Forfait           |      |      |      |      |      |      |      |      |      |      |      |  |  |  |